# Lucas Delgado
Alexis Lucas Delgado (24 de marzo de 1995) es un futbolista argentino que juega como delantero en el Club Atlético Fénix de la Primera B.

## Carrera
Delgado comenzó su vida en el fútbol con el Guaraní Antonio Franco. Firma de Boca Juniors.
Apareció seis veces en Torneo Federal A, incluido su debut contra Sol de América el 7 de febrero de 2016. Delgado se trasladó a Barracas Central el 2 de septiembre. Convertiría un gol, en un empate contra Tristán Suárez.
El equipo de Primera División Temperley firmó a Delgado en julio de 2017. Su primer gol para Temperley llegó el 27 de abril en una victoria a Chacarita Juniors, aunque más tarde fue expulsado en el juego. Regresó el 12 de mayo para un partido con Belgrano, logrando una victoria por 2–3, ya que fueron relegados.
En marzo de 2019, Delgado se unió al equipo de la Liga Superior de Letonia, FK Liepāja, una vez terminado su contrato con Temperley. Su primer gol llegó durante su segunda aparición, ya que logró una victoria fuera de casa contra FK Jelgava el 5 de abril. Otro objetivo, contra Daugavpils, ocurrió en doce partidos, antes de que Delgado rescindiera mutuamente su contrato a principios de junio; Ejerciendo una cláusula que fue insertada en marzo.
En julio de 2019 Nacional Potosí de la primera división del fútbol Boliviano, firma contrato con el argentino.

## Vida personal
Delgado es el sobrino del exfutbolista internacional argentino Marcelo Delgado .

## Estadística de carrera
A partir del 2 de junio de 2019 .
| Club                   | Temporada     | Liga                    | Liga     | Liga  | Copa     | Copa  | Continental | Continental | Otro     | Otro  | Total    | Total |
| Club                   | Temporada     | División                | Partidos | Goles | Partidos | goles | Partidos    | Goles       | Partidos | Goles | Partidos | Goles |
| ---------------------- | ------------- | ----------------------- | -------- | ----- | -------- | ----- | ----------- | ----------- | -------- | ----- | -------- | ----- |
| Guaraní Antonio Franco | 2016          | Torneo Federal A        | 6        | 0     | 0        | 0     | —           | —           | 0        | 0     | 6        | 0     |
| Barracas Central       | 2016–17       | Primera B Metropolitana | 10       | 1     | 0        | 0     | —           | —           | 1        | 0     | 11       | 1     |
| Temperley              | 2017–18       | Primera División        | 6        | 2     | 0        | 0     | —           | —           | 0        | 0     | 6        | 2     |
| Temperley              | 2018–19       | Primera B Nacional      | 5        | 0     | 4        | 1     | —           | —           | 0        | 0     | 9        | 1     |
| Temperley              | Total         | Total                   | 11       | 2     | 4        | 1     | —           | —           | 0        | 0     | 15       | 3     |
| FK Liepāja             | 2019          | Higher League           |          | 2     | 0        | 0     | 0           | 0           | 0        | 0     | 12       | 2     |
| Total carrera          | Total carrera | Total carrera           | 39       | 5     | 4        | 1     | 0           | 0           | 1        | 0     | 44       | 6     |

1. ↑  Appearance(s) in the Primera B Metropolitana play-offs